# Neonerita pallida
Neonerita pallida là một loài bướm đêm thuộc phân họ Arctiinae, họ Erebidae.